# 이창용 (가수)
이창용(1971년 10월 13일 ~ 2009년 3월 12일)은 대한민국의 가수이다.
2004년에 데뷔하여, 2009년 3월 12일 경기도 고양시 일산동구 자택에서 39살의 나이로 자살했다.
생전에 골프가 취미였는데, 2008년 6월 24일 새벽녘에 경기도 파주에 있는 골프장에서 골프를 치고 허기를 느껴 장내에 있는 식당에서 해물탕 라면을 시켜 먹으려다가 3인분을 주문해야 한다는 식당 측의 처사에 격분해 종업원을 폭행하는 등 물의를 일으킨 적이 있으나 이후 당사자간 원만히 합의했다.

## 학력
- 1990년 전주신흥고등학교 졸업
- 1996년 전북대학교 신문방송학과 졸업

## 데뷔
- 2002년 1집 앨범 [당신이 최고야]

## 앨범
- 1집 《당신이 최고야》(2002년)
- 2집 《여보》(2005년)
- 3집 《사랑해 말도 못 하는》(2006년)